# قرار مجلس الأمن التابع للأمم المتحدة رقم 752
قرار مجلس الأمن التابع للأمم المتحدة رقم 752، المعتمد بالإجماع في 15 مايو 1992، وبعد أن أعاد المجلس تأكيد القرارات 713 (1991) و721 (1991) و724 (1991) و727 (1992) و740 (1992) و743 (1992) و749 (1992)، أعرب المجلس عن قلقه إزاء الحالة في يوغوسلافيا، ولا سيما القتال الدائر في البوسنة والهرسك، ويطالب جميع الأطراف بإنهاء القتال واحترام وقف إطلاق النار الموقع في 12 أبريل 1992.
ودعا المجلس جميع الأطراف إلى التعاون مع جهود الجماعة الأوروبية الرامية إلى إيجاد تسوية سياسية قابلة للتفاوض، مع الإشارة إلى أن تغيير الحدود بالقوة أمر غير مقبول. وطالب أيضا بأن تنسحب وحدات جيش الشعب اليوغوسلافي وعناصر الجيش الكرواتي أو أن توضع تحت سلطة حكومة البوسنة والهرسك. وطالب القرار باحترام سيادة البوسنة والهرسك وسلامتها الإقليمية. وكان ينبغي حل القوات غير النظامية الموجودة في الإقليم ونزع سلاحها.
ثم أكد القرار على أهمية تقديم المعونة الإنسانية إلى المنطقة، مع مراعاة العدد الكبير من المشردين، ودعا الأطراف الموجودة في البوسنة والهرسك إلى السماح بوصول المساعدة الإنسانية. وطلبت أيضا تعاونا كاملا مع قوة الأمم المتحدة للحماية وبعثة الرصد التابعة للجماعة الأوروبية. وأخيرا، طلب القرار 752 إلى الأمين العام بطرس بطرس غالي أن يبقي الحالة قيد الاستعراض.

## وصلات خارجية
- نص القرار في undocs.org